# Bella Vista (Belize)
Bella Vista – wieś w Belize, w dystrykcie Toledo.